# Friedrich Wilhelm Vulpius
Friedrich Wilhelm Vulpius (botanisches Kürzel Vulp.; genannt „Belchen-Vater“) (* 17. Dezember 1801 in Pforzheim; † 17. November 1892 in Kreuzlingen) war ein badischer Apotheker und Florist (Geobotaniker). Während er in Müllheim lebte, machte er viele Exkursionen zum Belchen, wo er auch Pflanzen aus den Alpen ansiedelte. Aufgrund dieser großen Verbundenheit zum Schwarzwälder Belchen wurde er im südbadischen Raum auch „Belchen-Vater“ genannt.

## Familie
Vulpius stammte aus einer Apothekerfamilie. Sein Großvater Johann Samuel Vulpius wurde im fränkischen Kitzingen geboren und konnte später die Apotheke im badischen Müllheim übernehmen, wo 1760 auch sein zweiter Sohn gleichen Namens Johann Samuel geboren wurde.
Vulpius war ein Sohn dieses jüngeren Johann Samuel Vulpius, der ebenfalls Apotheker war, und dessen Ehefrau Johanna Elisabetha geborene Salzer. 1827 heiratete er Luise Christine Fecht. Aus dieser Ehe sind fünf Kinder bekannt u. a.
- Marie Louise Friederike (1828–1902) ⚭ Joseph Gramm
- Emma Wilhelmine (1833–1908) ⚭ Andreas Hausammann

## Leben
Er besuchte die Schule in Pforzheim und trat dann bei seinem Vater eine Lehre als Apothekerhelfer an. Von 1819 bis 1824 erwarb er sich Berufspraxis in Württemberg und dem Ausland. 1824 begann er das Studium der Pharmazie an der Albert-Ludwigs-Universität Freiburg und später der Ruprecht-Karls-Universität Heidelberg. Nach dem Studienabschluss 1826 trat er eine Stelle in der Müllheimer Apotheke seines Onkels an.
Vulpius war mutmaßlich in einem der Polenvereine aktiv, die sich in der Folge des polnischen Novemberaufstandes 1832 gebildet hatten. Im Zusammenhang mit dieser Aktivität wurde er wegen Majestätsbeleidigung verurteilt, weshalb er in die Schweiz floh, wo er sich nach Aufenthalten in Aarau und Arbon in Kreuzlingen niederließ. 
1836 wurde Vulpius in der Schweiz verhaftet, da er in Verbindung mit Karl Mathy und Ernst Schüler stand und aufgrund von Schriftverkehr vermutet wurde, dass Vulpius dem Umfeld des Geheimbundes Junges Deutschland angehöre. Vulpius sollte deswegen auf Betreiben von August Lufft aus der Schweiz deportiert werden und wendete sich an den badischen Gesandten in Bern, Alexander von Dusch, um auszuloten, ob er bei einer Rückkehr nach Baden noch seine Strafe wegen Majestätsbeleidigung absitzen müsste. Nachdem ihm keine Zusage für einen Strafnachlass gemacht worden war, wanderte er über Frankreich in die Vereinigten Staaten aus, wo er sich in Illinois niederließ. 1844 kam er nach Müllheim zurück. 1847 erschienen seine Winke und Warnungen für Auswanderungslustige mit einem Vorwort des sozialistischen Publizisten Hermann Püttmann.
Von 1863 bis 1871 publizierte Vulpius Berichte seiner botanischen Exkursionen in der Österreichischen botanischen Zeitschrift. Die Berichte seiner Exkursionen in Baden wurden 1886/87 nochmals in den Mitteilungen des Botanischen Vereins für den Kreis Freiburg und das Land Baden veröffentlicht.
Seine Exkursionen führten ihn in den Jahren 1852 bis 1855 vornehmlich in die Alpen und in den 1860er-Jahren in den Schwarzwald.
Vulpius versuchte Pflanzen aus den Alpen am Belchen anzusiedeln (z. B. Edelweiß und Alpenrose). Eine solche „Ansalbung“ führt zur Florenverfälschung und wird heute kritisch gesehen, weshalb sie unter einem Genehmigungsvorbehalt gemäß § 40 - Bundesnaturschutzgesetz (BNatSchG) steht.
Das Herbarium von Vulpius kam nach seinem Tod in den Besitz des badischen botanischen Vereins. Vielfach wird berichtet, dass es im Zweiten Weltkrieg zerstört wurde. Gottschlich stellt dies als Irrtum dar und berichtet, dass das Herbarium Vulpius sich in Karlsruhe befinde, aber nicht zugänglich sei. Die von Vulpius gesammelten Exemplare der Gattung Habichtskräuter (Hieracium) wurden von Karl Hermann Zahn beschrieben.
Außerdem wurden die Funde von Vulpius gemäß Gottschlich auch in der Monografie von Elias Magnus Fries über die Hieracien verwertet.

## Schriften
Eine Auflistung der Schriften von Vulpius findet sich in Wikisource.

## Ehrungen
Vulpius war Ehrenmitglied des Botanischen Vereins für den Kreis Freiburg und das Land Baden sowie des Badischen Schwarzwaldvereins.